# Mare de Tiguitout
Die Mare de Tiguitout ist ein See in der Gemeinde Gadabédji in Niger.
Alternative Schreibweisen sind Mare de Tchiguitou, Mare de Téguitaout, Mare de Tiguitaout und Mare de Tiguittaou.

## Geographie
Der See erstreckt sich über eine Fläche von etwa 69,5 Hektar, wobei er große Schwankungen bei seiner Ausdehnung aufweist. Er ist das größte stehende Gewässer im Naturschutzgebiet Gadabédji-Reservat, in dessen Norden er liegt. An seinem südlichen Ufer befindet sich das Dorf Tiguitout, das zur Landgemeinde Gadabédji im Departement Bermo der Region Maradi gehört. Ein größeres Dorf in der Umgebung ist das weiter westlich gelegene Akadané. Die Mare de Tiguitout wird von Niederschlägen gespeist, die durch drei stark erodierte und versandete Rinnen in den See fließen.

## Ökologie
Am Rand der Mare de Tiguitout wachsen große Bestände Arabischer Gummi-Akazien, die während der Regenzeit überflutet werden. Im See wurden aus der Mare d’Akadané stammende Fische der Arten Afrikanischer Raubwels und Oreochromis niloticus ausgesetzt. Im Fall, dass die Mare de Tiguitout saisonal zu sehr austrocknet, werden für die Fische kleine Schächte ausgehoben.